# 황열
황열(黃熱, yellow fever)은 모기에 의해서 매개되는 플래비비르스과에 속하는 황열 바이러스(yellow fever virus)를 병원체로 하는 감염 증상이다.

## 역사

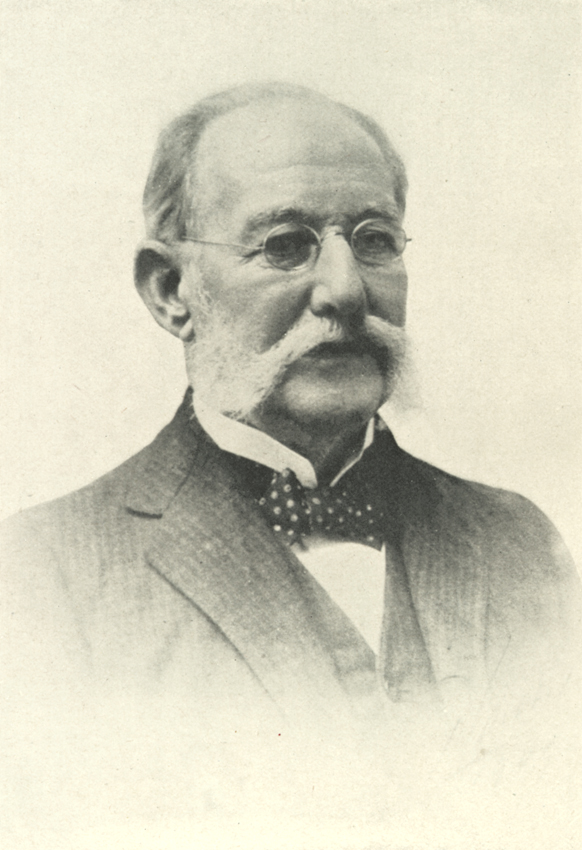
카를로스 핀레이

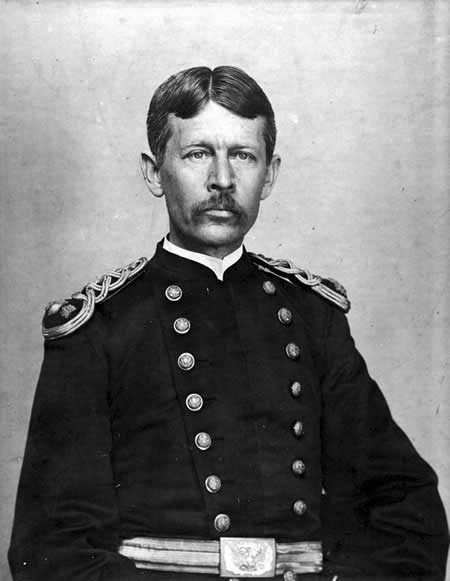
월터 리드

쿠바의 의사 카를로스 핀레이가 모기에 의한 바이러스의 매개로 감염을 제창하였고, 미군 군의관이었던 월터 리드가 파나마 운하 건설에 즈음해 모기 구제를 중심으로 한 방역 대책을 실시해 효과를 거두어 핀레이의 이론이 옳다는 것을 증명했다. 또한 일본의 세균학자인 노구치 히데요는 황열 연구를 하다가 감염 당해 사망했다. 그 이후 남아프리카 출신의 미국 미생물 학자 막스 타일러(Max Theiler)가 노구치의 설을 비판하고, 황열 백신을 개발했다. 이 공적으로 타일러는 1951년에 노벨 의학 생리학상을 수상했다.

## 증상
잠복 기간은 3일 ~ 6일이며, 갑작스런 발열과 두통 이후에 통증, 허탈감, 구토 증상으로 발병한다. 발병 이후 3일 ~ 4일은 증상이 가벼워 그대로 회복될 수 있다. 그러나 중증인 경우 몇 시간 ~ 2일 후에 발열, 신장 손상, 코나 치근 출혈, 흑색 구토, 하혈, 자궁 출혈, 황달 등의 증상이 나타날 수도 있다.

## 치료
특효약은 없지만, 1회 접종 백신 ( 17D)을 통해 예방 가능하다. 유행 지역 및 발병 지역에서 입국 시 공공 기관에서 발행하는 국제 예방접종 증명서(옐로 카드)를 요청할 수 있다. 옐로 카드가 유효한 것은 접종 10일 후부터 10년간 지속되며, 그 이후는 다시 재접종을 하거나 면역력이 생겨 접종하지 않고도 평생 지속되는 경우도 있다.

## 같이 보기
- 존벨 후드
- 노구치 히데요